# Boliwia na Zimowych Igrzyskach Olimpijskich 1992
Boliwię na Zimowych Igrzyskach Olimpijskich 1992 reprezentowało 5 zawodników, byli to sami mężczyźni.

## Narciarstwo alpejskie
- Guillermo Avila
  - Gigant slalom – 77. miejsce
  - Slalom – 50. miejsce

- Daniel Stahle
  - Gigant slalom – 83. miejsce
  - Slalom – 56. miejsce

- José-Manuel Bejarano
  - Gigant slalom – 89. miejsce
  - Slalom – 59. miejsce

- Manuel Aramayo
  - Slalom – 57. miejsce

- Carlos Aramayo
  - Gigant slalom – 87. miejsce